# Pasu Sar
Passu Sar je hora v pohoří Karákóram v Pákistánu a je vysoká 7 478 metrů nad mořem. Passu Sar se nachází v pohoří Batura Muztagh a je to nejvyšší bod masivu Passu. Vrchol leží na hlavním hřebenu Batura Muztagh, asi 7 km východně od vrcholu Batura Sar.

## Prvovýstup
Na vrcholu Passu Sar poprvé stanuli 7. srpna 1994 horolezci Max Wallner, Dirk Naumann, Ralf Lehmann a Volker Wurnig.